# Буро-Рубановка
Буро-Рубановка (укр. Буро-Рубанівка) — село, 
Должикский сельский совет,
Ахтырский район,
Сумская область,
Украина.
Код КОАТУУ — 5920382802. Население по переписи 2001 года составляет 90 человек .

## Географическое положение
Село Буро-Рубановка находится на расстоянии в 3 км от правого берега реки Ташань.
На расстоянии в 1,5 км расположено село Буровка (Лебединский район).